# Franz Lang (Erfinder)
Franz Xaver Lang (* 2. Dezember 1873 in Altomünster; † 16. Dezember 1956 in München) war ein deutscher Schlosser, Erfinder und Motorenbauer.

## Leben
Nach der  Schlosserlehre in Altomünster kam Lang in den Wanderjahren 1898 zu MAN in Nürnberg. Dort wurde er als Mechaniker der Versuchswerkstatt von Rudolf Diesel zugeteilt. Er erkannte die Notwendigkeit, den Dieselmotor als Fahrzeugmotor zu verbessern. Es lag ihm daran, einen besonders weichen Lauf des Motors und eine geringe Belastung der Mechanik zu erreichen. Hierzu experimentierte er mit ungeteilten Brennräumen, also der Direkteinspritzung. Die Verbrauchswerte waren günstiger, doch der notwendige Einspritzdruck zu hoch. Die Zündungen waren zudem sehr hart. Beides verhinderte aus Langs Sicht die Konstruktion eines leichten, hochtourigen und geräuscharmen Fahrzeugmotors nach diesem Prinzip. Erst ab etwa 1990, also nach weiteren sechzig Jahren Entwicklungsarbeit, war es möglich, mit elektronisch gesteuerten Einspritzverfahren einen wirklich komfortablen PKW-Dieselmotor nach dem Direkteinspritzverfahren zu konstruieren.
Im Laufe seiner Versuche kam Franz Lang daher wieder auf sein Luftspeicherverfahren bzw. Lanova-Verfahren zurück. Er verband den Außenspeicher im Zylinderkopf mit einer besonderen Form des Brennraums. Der in der Aufsicht schmetterlingsförmige Brennraum führte zu einer besonders günstigen Verwirbelung beim Ausblasen des Luftspeichers. Dadurch arbeitete der Motor auch bei geringem Luftüberschuss – was einer hohen Belastung entspricht – noch rußfrei.
Loschge begutachtete den Motor und verglich ihn dabei auch mit anderen zu dieser Zeit auf dem Markt befindlichen Dieselmotoren, wobei er zu folgendem Ergebnis kam: „… der Lang Motor (erreicht) den höchsten Mitteldruck, den niedrigsten Brennstoffverbrauch und auch das kleinste spezifische Hubvolumen.“
Im Jahre 1931 stellte Loschge den Lanova-Motor auf der 70. Hauptversammlung des Vereins Deutscher Ingenieure (VDI) in Köln der weltweiten Öffentlichkeit vor. Er nannte seine Neuentwicklung Lanova-Motor basierend auf dem Lanova-Einspritzverfahren, was so viel wie „Der Neue von Lang“ bedeutete.
Durch die Auseinandersetzungen mit Bosch um die Vertragsanfechtung und die Betrugsvorwürfe kam Franz Lang wieder mit Albert Wielich in Verbindung und gründete 1930 zusammen mit ihm die Lanova AG. Gleichzeitig kam es zum Vergleich, in dem sich Franz Lang, Albert Wielich und die Robert Bosch AG Anfang 1931 über die Anfechtung des Vertrages von 1925 einigten. Dadurch kam es auch zur Regelung einer weiteren Zusammenarbeit. Die Robert Bosch AG gestattete Franz Lang 1930 seine Erfindungen, die natürlich zum Teil von den im Besitz von Bosch befindlichen ACRO-Patenten abhingen, zu verwerten. Hierzu durften sie ausschließlich der Lanova AG zur Verfügung gestellt werden. Die Lanova AG wiederum verpflichtete sich, alle Lizenznehmer zu veranlassen, die notwendige Einspritzausrüstung von Bosch zu beziehen.
Inzwischen waren die Arbeiten Franz Langs auch international bekannt geworden. Am 27. September 1930 erhielt Franz Lang in seinem Laboratorium Besuch von Henry Ford I, der sich für den Dieselmotor als Fahrzeugantrieb interessierte.

## Ehrungen
- Dr.-Ing. E. h. der  Technischen Hochschule München (1950)
- Bundesverdienstkreuz am Bande (20. April 1954)[1]
- Bundesverdienstkreuz 1. Klasse (20. April 1954)[2]
- Ehrenbürger seiner Geburtsstadt Altomünster

## Patente
Auszug wesentlicher Entwicklungen
- Einspritzbrennkraftmaschine mit Luftspeicher Pat.Nr. AT 132 890, angemeldet am 19. November 1930
- Luftspeicher-Dieselmaschine Pat.Nr. AT 135 228, angemeldet am 19. November 1930
- Luftspeicher-Dieselmaschine Pat.Nr. AT 143 137, angemeldet am 26. Oktober 1932
- Einspritzbrennkraftmaschine mit vom Hubraum abgesetztem Brennraum Pat.Nr. AT 146 406 B, angemeldet am 16. August 1935
- Einspritzbrennkraftmaschine PatNr. AT 152 147, angemeldet am 26. Juni 1936